# Melanie Domaschenz
Melanie Domaschenz (13 de octubre de 1983) es una jugadora australiana de baloncesto en silla de ruedas que forma parte del equipo nacional femenino de baloncesto en silla de ruedas de Australia. Ganó una medalla de plata en los Juegos Paralímpicos de Atenas 2004y una medalla de bronce en los Juegos Paralímpicos de Pekín 2008 con el equipo nacional femenino de baloncesto en silla de ruedas de Australia, conocido como los Gliders.

## Vida personal
Melanie Domaschenz nació en Geelong, Victoria, el 13 de octubre de 1983 con espina bífida. Se la conoce como «Doma». Se educó en la Escuela Primaria y Secundaria de Grovedale, y vive en el suburbio de Geelong, en Marshall. Además de jugar baloncesto en silla de ruedas, Domaschenz ha competido a nivel nacional en tiro con arco.

## Baloncesto en silla de ruedas
Domaschenz es una jugadora de 1 punto, que juega de guardia, y suele llevar el número cuatro.  Empezó a competir en el baloncesto en silla de ruedas en 1993 y representó a Australia por primera vez en este deporte en 2003. Ese año Domaschenz ganó una medalla de oro como parte del equipo australiano Sub-20 en el torneo nacional de baloncesto de Nueva Zelanda. Debutó con el equipo nacional femenino de baloncesto en silla de ruedas de Australia, conocido como los Gliders, en la Copa de América del Norte y en los campeonatos de Estados Unidos más tarde ese mismo año. Fue seleccionada por los Gliders para los Juegos Paralímpicos de Atenas 2004, y ganó una medalla de plata allí. Más tarde dijo que su mayor momento deportivo fue la derrota de Australia por un punto contra los Estados Unidos.

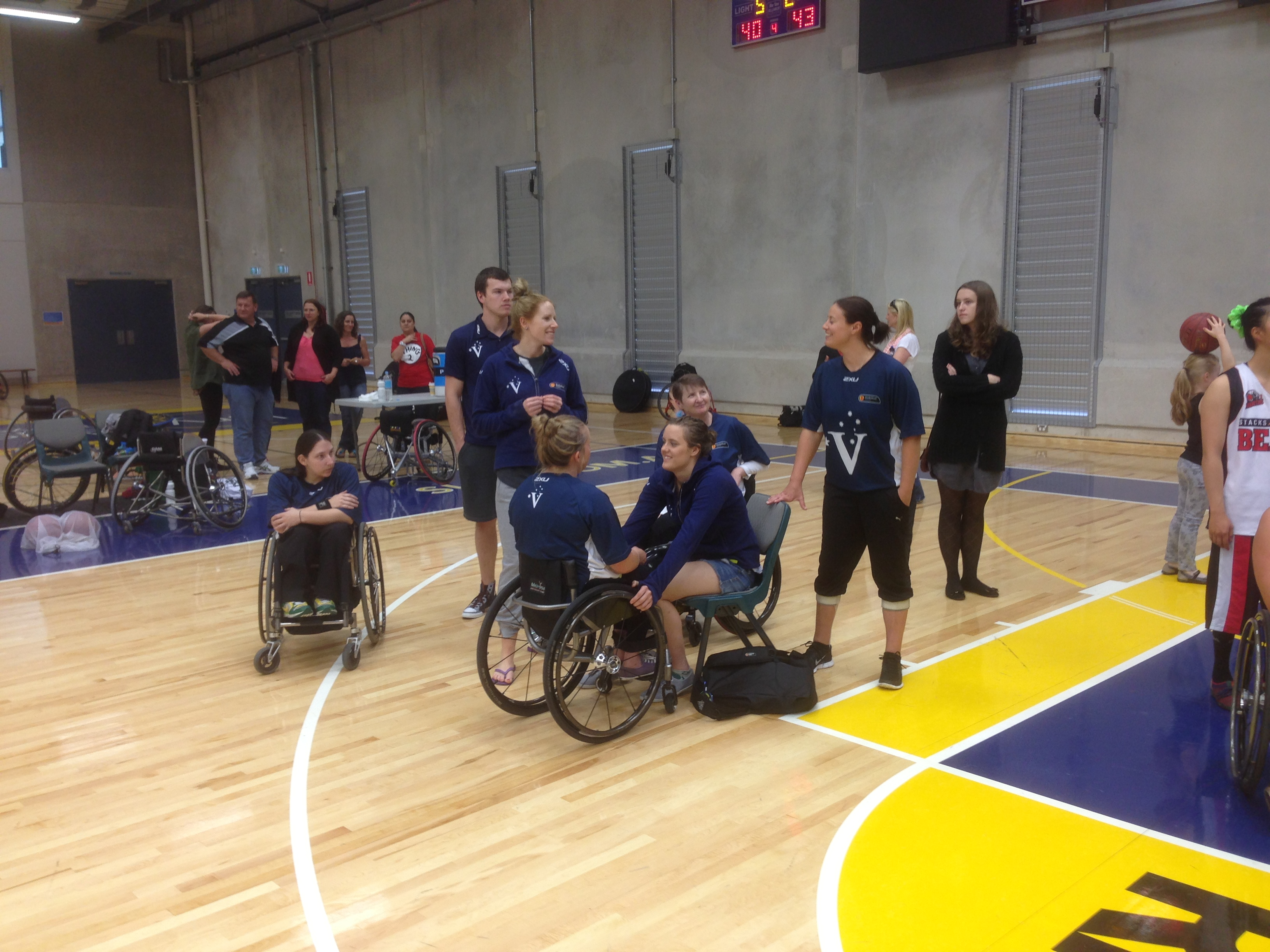
Equipo femenino «Victoria» de baloncesto en silla de ruedas. De izquierda a derecha: Melanie Domaschenz, Brett Paxton (entrenador), Alice Hammond, Shelley Chaplin, Ellie Cole, Lynne Panayiotis, Leanne Del Toso.

Domaschenz jugó en los Campeonatos Juveniles de Asia y Oceanía Sub-23 en Malasia en 2005. Estuvo de nuevo con los Gliders en el Torneo de Clasificación de Oceanía de 2005 en Goyang, Corea del Sur, y en el Campeonato Mundial de la IWBF de 2006 en Ámsterdam, donde los Gliders quedaron en cuarto lugar. En 2007 Wheelchair Sports Victoria nombró a Domaschenz su mejor atleta femenina en un deporte de equipo. Jugó con los Gliders en el Torneo Roosevelt de 2008 y en la Copa de América del Norte, y en la Copa Osaka de Japón en 2008. Logró la selección paralímpica por segunda vez en 2008, y ganó una medalla de bronce en los Juegos Paralímpicos de Pekín 2008. También formó parte del equipo en el Campeonato Mundial de la IWBF de 2010 en Birmingham, Inglaterra, en el que los planeadores volvieron a quedar en cuarto lugar, y en la Copa Mundial Paralímpica de 2010 en Manchester.
Aunque Domaschenz asistió al campo de entrenamiento de los Gliders en enero de 2012, no fue seleccionada y fue omitida del equipo de los Gliders para los Juegos Paralímpicos de Londres 2012. Sin embargo, Domaschenz regresó a la alineación de los Gliders para la Copa de Osaka de 2013 en Japón, donde los Gliders defendieron con éxito el título que habían ganado anteriormente en 2008, 2009, 2010 y 2012.
Además de jugar en la selección nacional, Domaschenz ha jugado para los Dandenong Rangers en la Liga Nacional de Baloncesto en Silla de Ruedas Femenina (WNWBL). Fue parte del equipo que ganó campeonatos consecutivos en 2001 y 2012. En 2013, el equipo ha sido rebautizado como "Victoria", pero Domaschenz sigue jugando con la camiseta número cuatro.

## Estadísticas
| Competición | Temporada | Matches | FGM-A | FG%  | 3PM-A | 3P% | FTM-A | FT% | PFS | Pts | TOT | AST | PTS |
| WNWBL       | 2013      | 4       | 3-8   | 37.5 | ---   | 0.0 | ---   | 0.0 | 5   | 6   | 1.3 | 0.8 | 1.5 |
| WNWBL       | 2012      | 14      | 4-21  | 19.0 | ---   | 0.0 | ---   | 0.0 | 7   | 8   | 0.8 | 0.2 | 0.6 |
| WNWBL       | 2011      | 18      | 11-27 | 40.7 | ---   | 0.0 | ---   | 0.0 | 13  | 22  | 0.7 | 1.1 | 1.2 |
| WNWBL       | 2010      | 18      | 7-21  | 33.3 | ---   | 0.0 | ---   | 0.0 | 21  | 14  | 1.5 | 0.9 | 0.8 |
| WNWBL       | 2009      | 5       | 7-27  | 25.9 | ---   | 0.0 | ---   | 0.0 | 12  | 14  | 1.5 | 0.6 | 0.8 |

| FGM-A, FG%: tiros de campo realizados, intentados y porcentaje |
| FTM-A,FT%: tiros libres realizados, intentados y porcentaje    |
| PFS: faltas personales                                         |
| Pts, PTS: puntos , promedio por juego                          |
| TOT: promedio de pérdidas de balón por juego                   |
| AST : promedio de asistencias por juego                        |